# Zhou Luxin
Zhou Luxin (República Popular China, 31 de julio de 1988) es un clavadista o saltador de trampolín chino especializado en plataforma de 10 metros, donde consiguió ser subcampeón mundial en 2007.

## Carrera deportiva
En el Campeonato Mundial de Natación de 2007 celebrado en Melbourne (Australia) ganó la medalla de plata en los saltos desde la plataforma de 10 metros, con una puntuación de 519 puntos, tras el ruso Gleb Galperin (oro con 554 puntos) y por delante de su paisano chino Lin Yue; dos años después, en el Campeonato Mundial de Natación de 2009 celebrado en Roma ganó la medalla de bronce en la misma prueba.
También ganó una medalla en los Juegos Olímpicos de Pekín 2008, la de plata, de nuevo en la prueba de saltos desde la plataforma de 10 metros.